# Diary of a Madman
Diary of a Madman é o segundo álbum de estúdio a solo do cantor inglês Ozzy Osbourne. Ele foi gravado de 9 de fevereiro a 23 de março de 1981, coincidindo com o final do inverno no Reino Unido, com as gravações terminando exatamente no equinócio da primavera. Ele foi lançado em 7 de novembro do mesmo ano e relançado em 22 de agosto de 1995. Uma versão alterada foi ainda lançada em 2002.
Este é o último álbum a contar com o guitarrista Randy Rhoads, que morreu em 1982. Embora o baixista Rudy Sarzo e o baterista Tommy Aldridge sejam creditados e tenham suas fotos no encarte, o baixista Bob Daisley e o baterista Lee Kerslake foram os responsáveis pelas gravações — nenhum crédito foi dado aos dois. De acordo com uma entrevista de 2005 com Daisley, embora Don Airey seja creditado como tecladista, na verdade quem gravou foi um músico chamado Johnny Cook, pois Airey não se encontrava disponível.
Em 2017, foi eleito o 15º melhor álbum de metal de todos os tempos pela revista Rolling Stone.
| Críticas profissionais                                                      | Críticas profissionais |
| Avaliações da crítica                                                       | Avaliações da crítica  |
| Fonte                                                                       | Avaliação              |
| --------------------------------------------------------------------------- | ---------------------- |
| allmusic                                                                    | [ 2 ]                  |
| Esta tabela precisa de ser acompanhada por texto em prosa. Consulte o guia. |                        |

## Faixas
| Lado A |                                |         |  |
| N.º    | Título                         | Duração |  |
| 1.     | "Over the Mountain"            | 4:31    |  |
| 2.     | "Flying High Again"            | 4:44    |  |
| 3.     | "You Can't Kill Rock and Roll" | 6:59    |  |
| 4.     | "Believer"                     | 5:17    |  |

| Lado B |                     |         |  |
| N.º    | Título              | Duração |  |
| 5.     | "Little Dolls"      | 5:38    |  |
| 6.     | "Tonight"           | 5:50    |  |
| 7.     | "S.A.T.O."          | 4:07    |  |
| 8.     | "Diary of a Madman" | 6:14    |  |

| Bônus de 2002 |                          |         |  |
| N.º           | Título                   | Duração |  |
| 9.            | "I Don't Know" (ao vivo) | 4:56    |  |

## Créditos
- Ozzy Osbourne – vocal
- Randy Rhoads – guitarra
- Bob Daisley – baixo, gongo, guitarra, vocal
- Lee Kerslake – percussão, bateria, sinos, tímpano
- Johnny Cook – teclado